# Снежные люди
«Снежные люди» (дарг. Дяхӏила адамти) — повесть советского писателя Ахмедхана Абу-Бакара, рассказывающая о смешных и драматичных событиях в высокогорном дагестанском ауле.

## История
Впервые повесть опубликована в русском авторизированном переводе с даргинского в журнале «Дружба народов», №7 за 1966 год. В том же году повесть вышла в «Роман-газете» и отдельным изданием в издательстве «Молодая гвардия».

## Сюжет
Действие происходит в 1950-е годы в Дагестане.
Когда власти республики предлагали жителям высокогорного аула Шубурум переселиться на прикаспийскую равнину, сельчане не соглашались, не желая покидать свои дома и оставлять могилы предков.
Однажды сельский могильщик Хажи-Бекир, обжёгшись горячим бульоном, в сердцах сказал своей жене Хеве слова («Талак-талак, талми-талак!»), которые по шариату означали развод с ней. Свидетелем сцены был мулла Шахназар, который когда-то и обвенчал Хажи-Бекира и Хеву. Поскольку снова стать женой Хажи-Бекира Хева могла только после того, как она хотя бы один день побыла женой другого, Шахназар предложил, чтобы Хажи-Бекир нашёл человека, который согласится стать фиктивным мужем Хевы. Таким человеком попросили стать хромого горбуна-парикмахера Адама, который давно мечтал о жене. Однако на следующий день, когда Хажи-Бекир пришёл за Хевой, Адам не захотел произносить слова развода. Да и Хеве понравился Адам, который читал ей стихи и говорил нежные слова. Но в конце концов Адам, испугавшись угроз Хажи-Бекира, сбегает из дома в горы, вслед за чем в горах слышится страшный крик. Сельчане решают, что Хажи-Бекир ночью убил Адама, тем более что в горах нашли чьи-то обглоданные кости.
Тем временем на годекане из газетной заметки сельчане узнают, что в горах Дагестана видели следы снежного человека — «каптара». Люди вспоминают, что время от времени слышали неподалёку в горах крики, которые потом стали повторяться каждый день, — наверняка это каптар. Шубурумцев начинают преследовать несчастья — дорогу в их село заваливает обвал, так что прерывается связь с внешним миром, к тому же кончаются дрова, потому что их боятся привезти из ущелья, где может бродить каптар. Сельчане не хотят оставаться в селе и некоторые тайком уходят вниз, навьючив на ослов свой скарб.
Хажи-Бекира арестовывают, отводят в райцентр и сажают в тюрьму. Хотя он утверждает, что невиновен, никто ему не верит. В отчаянье могильщик решает бежать, что ему удаётся. Он бродит по горам, встретив группу сельских смельчаков, отправившихся на поиски каптара. Убежав от них, Хажи-Бекир направляется в хижину в ущелье, где неожиданно встречает Адама: оказалось, что тот жив и это он оглашал окрестности ужасными криками. Хажи-Бекир приводит Адама в село, дорогу куда уже расчистили и куда приехали журналисты в поисках каптара и милиция в поисках арестованного.
Адам и Хева остаются мужем и женой. В эпилоге сообщается, что все шубурумцы постепенно оставили своё село и переселились в новый посёлок на равнине на берегу водохранилища. Оставив ремесло могильщика, Хажи-Бекир стал строителем.

## Переводы
Повесть переводилась на иностранные языки, в том числе на грузинский, болгарский, ория и др.

## Экранизации
В 1969 году на «Мосфильме» вышел фильм «Адам и Хева», снятый по мотивам повести. Главные роли в нём сыграли Фрунзик Мкртчян (Бекир), Георгий Гегечкори (Адам) и Екатерина Васильева (Хева). Сюжет фильма упрощён и имеет ряд отличий от повести. Так, например, Адам в фильме не представлен горбуном; свидетелем произнесения Бекиром формулы развода стал не мулла, а дядя Адама (и одновременно дядя секретаря сельсовета Чамсуллы, который симпатизирует Хеве); Бекира сажают под стражу в том же ауле, где происходит действие.